# Escultura de Dolores Medio

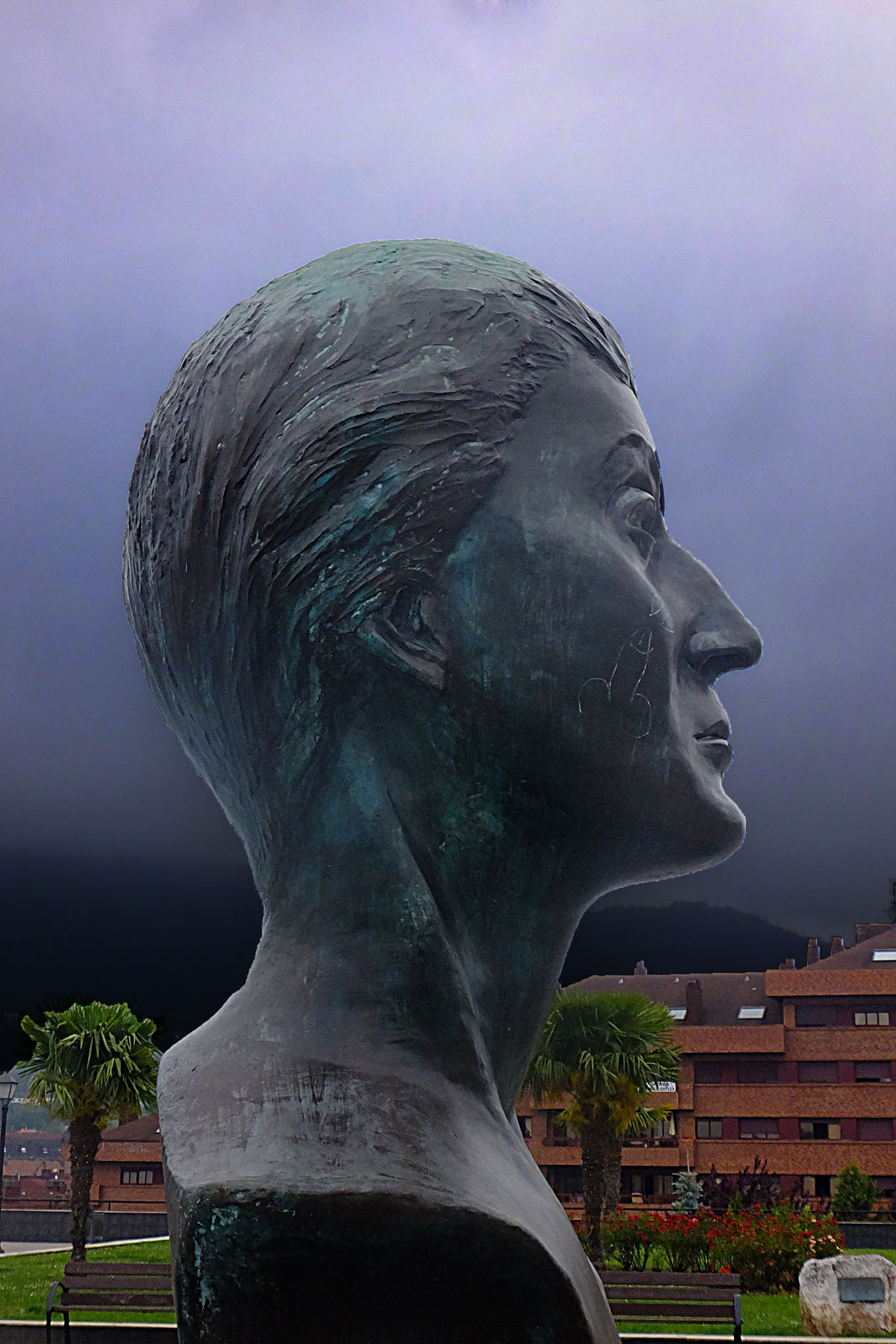
Escultura de Dolores Medio. Autor: Anselmo Iglesias Poli

La escultura de Dolores Medio, ubicada en la plaza de Dolores Medio (barrio de La Argañosa), en la ciudad de Oviedo, Principado de Asturias, España, es una de las más de un centenar que adornan las calles de la mencionada ciudad española.
El paisaje urbano de esta ciudad se ve adornado por obras escultóricas, generalmente monumentos conmemorativos dedicados a personajes de especial relevancia en un primer momento, y más puramente artísticas desde finales del siglo XX.
La escultura, hecha en bronce, es obra del escultor ovetense Anselmo Iglesias Poli. Se trata de una ampliación inspirada en una maqueta de 20 centímetros realizada por J. Morrás, y está datada en 2003. Se trata de un busto, de dimensiones mayores que las naturales, de la escritora ovetense Dolores Medio (1911-1996). En realidad el busto es una réplica, en bronce y a mucho mayor tamaño, de otro busto, el original,  de escayola, que se llevó a cabo Madrid por  el autor, Morrás,  durante los años 50, para ser instalado en el colegio de la Luna, el cual lleva el nombre de la escritora, ya que ella había estudiado Magisterio y llegó a ejercer como maestra. Dolores Medio ganó el Premio Nadal en 1952 con la novela Nosotros, los Rivero, algunas de sus obras han sido traducidas a varios idiomas, destacando  también en su producción: «El milagro de la noche de Reyes», 1948; «Compás de espera», 1954; «Mañana», 1954; «Funcionario público», 1956; «Diario de una maestra», 1961; «La otra circunstancia» y «Farsa de Verano», 1972.